# Narkowy
Narkowy (kaszb. Narkòwë) – wieś kociewska w Polsce położona w województwie pomorskim, w powiecie tczewskim, w gminie Subkowy.
W latach 1975–1998 miejscowość administracyjnie należała do województwa gdańskiego.